# Ароманш ле Бен
Ароманш ле Бен (фр. Arromanches-les-Bains) је насељено место у Француској у региону Доња Нормандија, у департману Калвадос.
По подацима из 2011. године у општини је живело 567 становника, а густина насељености је износила 413,87 становника/km².

## Демографија
| 1962. | 1968. | 1975. | 1982. | 1990. | 2011. |
| ----- | ----- | ----- | ----- | ----- | ----- |
| 298   | 339   | 355   | 395   | 409   | 567   |